# 四庫全書
《四庫全書》是中國古代最大的叢書，由清朝乾隆帝於乾隆三十八年（1772年）開始編修，至乾隆四十六年（1783年）编成第一套，历时11年。:25-37整书一共收书3,503种、79,337卷，约9.97亿字。《四庫全書》當中之書籍以傳統的四部分類法分類，包括「經」、「史」、「子」、「集」四部；每部之下又另以「屬」作分類，整書一共有44類、66屬。封面按其所屬的部使用了不同的顏色：經部為葵綠色、史部為紅色、子部為藍色、集部為灰色。《四庫全書》每頁16行21字，用楷书。
乾隆三十七年（1772年）起，乾隆帝多次詔令各省督撫、學政收集書籍，翌年建立了四庫全書館以編寫《四庫全書》。四庫館以皇六子永瑢等人為總裁，總理其事；其下有總纂官紀昀、陸錫熊、孫士毅三人實際主編《四庫全書》，下設纂修、總校、分校、總目協勘、督促、收掌、監造、繕寫等職位，動員近四千人。在編纂《四庫全書》的過程中，編纂者將書籍分為「應刊」、「應抄」、「應存」三類：「應刊」印刷流傳，即《武英殿聚珍版叢書》；「應抄」收入《四庫全書》，即《四庫全書總目提要》中的「著錄」者；「應存」者收於《四庫全書總目提要》，「只存其目」（存目），為其編寫提要但不收錄，「存目」者有6,793種、93,551卷。另外，「抵觸本朝」之書一概「禁燬」，約有3,100種。據統計，在禁書過程中，文字獄發生四十餘起:80-84。
《四庫全書》一共制作了七套副本，並存放於七間藏書閣中，即四库七阁。第一部存于北京紫禁城皇宫文淵閣，第二部存于奉天故宫（今瀋陽）文溯閣，第三部存于北京郊區圓明園文源閣，第四部存于承德避暑山莊文津閣，合稱“内廷四閣”（或稱“北四閣”）:122。後又以江浙地區為人文淵藪，文風鼎盛，再鈔有三部，分別存在鎮江金山寺文宗閣、揚州大觀堂文匯閣及杭州西湖行宫孤山聖因寺文瀾閣，即“江浙三閣”（或稱“南三閣”），各藏抄本一部，「為便於士子入院鈔閱」:122。《四庫全書》各本之中有四套因太平天國之亂和英法聯軍火燒圓明園受到損壞。文淵閣藏本與薈要現藏於臺北國立故宮博物院、文津閣藏本存於北京中國國家圖書館、文溯閣藏本藏於蘭州甘肃省图书馆、文瀾閣部分原本與抄本存於杭州浙江省圖書館，另外文源閣僅存散本則分別存於香港大學馮平山圖書館、廣東省立中山圖書館與日本東洋文庫。
學者對於《四庫全書》的評價較為兩極。一方面，《四庫》禁毀書籍甚多，甚至有不留原文而直接修改內容的情况，被視為一大書厄；另一方面，以《永乐大典》為中心展開的輯佚工作保存了不少已佚的文獻，而《四庫全書總目提要》開創了中國目錄學，有相當的文化意義。

## 徵收書籍

### 收集書籍
於乾隆六年（1741年）以及十五年（1750年），乾隆帝就兩次下詔，希望搜羅書籍。但是當時的效果不佳，官員並未認真執行。:4-5乾隆三十七年正月四日（1772年2月7日），乾隆帝正式頒詔求書，詔文目的是為了「副在石渠，用儲乙覽」（在皇家圖書館收藏副本，以供皇帝閱覽），以得「稽古右文」（考察古代，弘揚文化）之名。在諭旨中他明確規定了搜集範圍，認為應該要先檢收「闡明性學治法，關係世道人心」的書籍，其次是「發揮傳注，考核典章，旁暨九流百家之言」的書籍，再次是歷代名文的詩文專集，而對於族譜、尺牘等則不作收錄。在諭旨中他又定了具體的收錄方式，並要求各省督撫「先將各書敘列目錄」，注明作者，要旨以供檢核。:23-24
此諭旨並沒有得到各省督撫重視。貴州巡撫奏報，指該省「鮮有撰述，歿邀聖明采擇」，其他省份則「未見一人將書錄奏」。乾隆帝見此，於三十七年十月十七日再次下令，令督撫們「恪遵前旨，飭催所屬，速行設法訪求」。在十一月至次年二月底，各省才先後回報查訪情況，但是效果都不佳，如廣東、廣西、雲南、貴州都無書可采，奉天、直隸、湖北所得也只得數部，所得書籍最多的浙江省也不過116種，而且大多也是「近人解經論詩文私集」，收集工程不見成效。:24-25
有見於此，在乾隆三十八年（1773年）三月二十八日，乾隆帝再之下詔訪求圖書，當中見上次地方官大多觀望不前，這次特意說明他「豈有下詔訪求書籍，顧於書中尋摘瑕疪，罪及藏書之人乎」，說明他收集書籍不會怪罪於藏書者。此外，他又再次強調官府徵集書籍保證歸還，並擴大收集書籍範圍，以及說明收集書籍限期，並予之半年期限。次日，他又專諭兩江總督高晉、江蘇巡撫薩載、以及浙江巡撫三寶，指「其所隸州群藏書什倍於別省」，並點名訪求，特意責成他們收集藏書。:26-27
在此半年期間，各省官員和朝廷使用了不少方法以收集書籍。在搜求方面，當地的官員會按當地的郡邑志乘所記述的書籍訪購，又或者利用當時的書商以收買書籍。私人藏書家所收藏的書籍甚多，是徵求書籍的重要對象。為了鼓勵他們進書，朝廷設立了以下辦法：
- 進書凡超過五百以上者，賞賜內府銅活字本《古今圖書集成》一部，如浙江鮑士恭、范懋柱、汪啟淑等因為進書超過五百而各得一部《古今圖書集成》；
- 超過一百者，賞賜《佩文韻府》一部，如周厚堉、蔣曾瑩、紀昀等因為進書過百而得《佩文韻府》一部；
- 進書較多者，其上進書籍會得到乾隆帝的題詠，並令書館先行抄錄副本發回。據統計，得到題詠的書籍多達百餘種；
- 私人進書達到過百種以上的，其姓名會記錄於各書提要之末，各省採進書籍在百種以上的，則將該省督撫的名稱記載在提要之末。

是次收集書籍得到了良好的成果。進書最多的是江蘇，達4,808部；其次是浙江，達4,600部。進書最少的是雲南和奉天，只有四部。貴州、廣西無書可采。合計一共得書籍13,501種（含272重本）。:25-36

### 寓禁於徵
乾隆三十九年（1774年）八月，乾隆發佈了禁書的諭令，當中指「明季末造，野史甚多，其間毀譽任意，傳聞異詞，必有詆觸本朝之語」，希望「正當及此一番查辦，盡行銷毀（詆觸本朝之書籍），杜遏邪言，以正人心而厚風俗」。是次禁書詔令下發之後，沒有得到各省督撫的重視，至十一月為止，只有兩廣總督李侍堯奏稱屈大均著作數種，其他省份都無書上奏。乾隆帝見此，於三十九年十一月連發兩諭，「今李侍堯等既從粵省查出屈大均詩文，不應江浙等省轉無明末國初存留觸礙書籍」，再次責成各省認真辦理。是諭下發之後，各方官員才開始留心收集禁書。:40-45
內容方面，吳晢夫指出，乾隆帝主要禁止的是包括「華夷之辨」的文字、詆毀清人的文字、涉及明清史事的文字等三類:217-240。此外，還包括一些清初三藩之亂的書籍、兵法、不尊重儒家思想的書籍、明末閹黨的書籍、迷信書籍。部份文人因為害怕文字獄而對自己的書籍作「挖空」、「塗墨」希望避禍，而這些書籍同樣被禁燬。另外，《查辦違礙書籍條款》亦指明，書籍內容涉及「錢謙益、呂留良、金堡、屈大均等，除了伊等自著書籍應燬除外，若各書內有載入其議論者，將書內所引各條，簽明抽燬」，只留其書。:240-250
書籍類型方面，禁書以明季末造的野史筆記為主。此外也包括了明代歷朝的碑刻、語有違礙的劇本話本、地方志、天文占卜書籍。:45-52在查繳禁書的同時，乾隆帝連自己祖父康熙帝御批的《通鑒綱目續編》都沒有放過，認為他書後所附周禮所撰的《續通鑒綱目發明》、張時泰的《續通鑒綱目廣義》各條中於「於遼、金、元三朝時事多有議論偏謬及肆行詆毀者」，認為「《通鑒》一書關係前代治亂興衰之迹，至《綱目》祖述麟經，筆削惟嚴，為萬世公道所在糊不可偏私」，下令查繳各省的《綱目》作刪改。:68-69
查繳方法方面，乾隆帝初時只是要求各省督撫派員至藏書家中令他們自行交出。但至中後期禁書活動大規模展開後，在乾隆三令五申之下，各省督撫為了澈查書籍使用了各種辦法，包括宣告諭令、檢查各藏書家的書藏、設立禁書目錄等等。四庫館定立了《查辦違礙書籍條款》，以供地方官員排查書籍。搜得書籍之後，都需要「將原書封固進呈」，「交軍機處奏聞銷毀」，不得在地方自行銷毀，以免地方人員認為「新奇可喜，妄行偷看，甚或私自抄存」。:59-68據黃愛平所估計，在乾隆三十九年（1774年）至五十八年（1793年）間，禁毀書籍大約有3100多種，15萬1千多部，書板銷毀達8萬塊，當中還不包括文人百姓自行毀掉的書籍。:77-78
即使部份書籍認為有收錄的價值，在編纂的時候也會被抽毀、改易、重編。如顧炎武所著的《日知錄》，雖然《總目》中認為其「學有本原，博贍而通貫，每一事必詳其始末，參以証佐，而後筆之於書」，認可其編寫態度嚴謹，但是因為當中的部分條目包括了民族意識，和南明史事，因此被當中部份的內容被整條掣出，如卷六「素夷狄行乎夷狄」、卷二十八「胡服」、「左衽」等等。改易方面，陳垣指出四庫館臣在輯校時有十忌：忌虜、忌戎、忌胡、忌夷狄等等，並指館臣會對這些字眼會作出修改。重編方面，乾隆帝認為一些書籍雖然有所違礙，會要求對之重編以作使用，明末諸人文集的奏疏最初雖被認為是「字句狂謬，詞語刺譏」，理應查禁。但後來乾隆帝認為這些奏疏可見明末「主暗政昏，太阿倒置，閹人竊柄，權倖滿朝」等的問題，繼而「曉然於明之所以亡與本朝之所以興」，故此乾隆帝命人刪減當中的抵觸字句，並編錄成《明季奏疏》一書。:130-138
學者對於乾隆帝禁毀，纂改書籍的行為多有批評，但也有學者認為其影響沒想像中大。魯迅認為《四庫全書》「不但搗亂了古書的格式，還修改了古人的文章」，並認為「清人纂修《四庫全書》而古書亡」。周錫侯認為，「乾隆之為此（修纂四庫全書）也，帶有狎弄士子，查辨禁書之陰謀，貽害典籍之烈，至足驚人！中國書厄，自秦火之後，大厄凡十有一，而乾隆時禁燬的一厄，較以前各項更為慘烈」。相反，《劍橋中國史》認為，乾隆帝針對南明材料的禁書政策對「清初以來幸存的作品的影響微不足道」，指書籍不太可能因不一的禁令而在數年之間消失，反而「大大地刺激了學者对各种旧书的兴趣」。江慶柏指出，雖然四庫館臣雖會對於當中字句作改寫，但改動未必被嚴格執行。如張孝祥《六州歌头》中「洙泗上，弦歌地，亦膻腥」在雖在張孝祥的個人文集中被改動為「洙泗上，弦歌地，亦凋零」，但在其他詞集、詞選、詞話等卻沒有改動此詞，保留「亦膻腥」的原貌。:11-12

## 纂修

### 四庫開館
乾隆三十七年（1772年）十一月二十五日，安徽學政朱筠上《謹陳管見開館校書摺子》，提出了四項搜索遺書的事項，包括：
- 舊本舊鈔，尤當急搜也：他指出漢唐時期的遺書已經稀少，而宋遼金元時期的抄本則甚多，藏於私人家中，他認為官府可以搜集這類書籍並抄出副本保存。
- 中秘書籍，當標舉現有者以補其餘也：他認為應該公佈內廷現有的藏書目錄，使地方官只以搜集內廷未有的書籍。此外，可以利用《永樂大典》作輯佚。
- 著錄、校讎，當並重也：他認為應該參考劉向、劉歆《七略》等的做法，為書籍內容編寫提要，放於該書卷首，作為說明。
- 金石之刻、圖譜之學，在所必錄也：他認為金石碑刻上的文字和圖像可以補齊文獻材料上的不足，應該留心搜集。[11]

為此，軍機大臣劉統勳奉旨研辨，得到清高宗的同意，「令將永樂大典內，原載舊本，酌錄付刊，仍將內府所儲，外省所採，以及武英殿官刻諸書，一并彙齊，繕寫編成四庫，垂示無窮」。劉氏按指示研究方針，於乾隆三十八年（1773年）二月十一日提出了具體輯佚《永樂大典》的方式，得乾隆帝批准，并命名為「四庫全書」。四庫館於同月開館。:19-21
張昇《四庫全書館研究》中將四庫全書館的結構表述如下:43：
|        |        |        |        |        |        |  |  |        |        |        |        |        |        |  |  |        |        |        |        |        |        |  |  |        |        |        |        |              |              |              |              |              |              | 四庫館 |        |        |        |  |  |  |  |        |        |              |              |              |              |              |              |                         |                         |                         |                         |                         |                         |  |  |              |              |              |              |              |              |  |  |              |              |              |              |              |              |  |  |        |        |        |        |        |        |  |  |            |            |            |            |            |            |  |  |        |        |        |        |        |        |  |  |        |        |        |        |        |        |  |  |  |  |  |  |  |  |  |  |  |  |  |  |  |  |  |  |  |  |  |  |  |  |  |  |  |  |  |  |  |  |  |  |
|        |        |        |        |        |        |  |  |        |        |        |        |        |        |  |  |        |        |        |        |        |        |  |  |        |        |        |        |              |              |              |              |              |              |        |        |        |        |  |  |  |  |        |        |              |              |              |              |              |              |                         |                         |                         |                         |                         |                         |  |  |              |              |              |              |              |              |  |  |              |              |              |              |              |              |  |  |        |        |        |        |        |        |  |  |            |            |            |            |            |            |  |  |        |        |        |        |        |        |  |  |        |        |        |        |        |        |  |  |  |  |  |  |  |  |  |  |  |  |  |  |  |  |  |  |  |  |  |  |  |  |  |  |  |  |  |  |  |  |  |  |
|        |        |        |        |        |        |  |  |        |        |        |        |        |        |  |  |        |        |        |        |        |        |  |  |        |        |        |        |              |              |              |              |              |              |        |        |        |        |  |  |  |  |        |        |              |              |              |              |              |              |                         |                         |                         |                         |                         |                         |  |  |              |              |              |              |              |              |  |  |              |              |              |              |              |              |  |  |        |        |        |        |        |        |  |  |            |            |            |            |            |            |  |  |        |        |        |        |        |        |  |  |        |        |        |        |        |        |  |  |  |  |  |  |  |  |  |  |  |  |  |  |  |  |  |  |  |  |  |  |  |  |  |  |  |  |  |  |  |  |  |  |
|        |        |        |        |        |        |  |  |        |        |        |        |        |        |  |  |        |        |        |        |        |        |  |  |        |        |        |        | 翰林院四庫館 | 翰林院四庫館 | 翰林院四庫館 | 翰林院四庫館 | 翰林院四庫館 | 翰林院四庫館 |        |        |        |        |  |  |  |  |        |        | 武英殿四庫館 | 武英殿四庫館 | 武英殿四庫館 | 武英殿四庫館 | 武英殿四庫館 | 武英殿四庫館 |                         |                         |                         |                         |                         |                         |  |  |              |              |              |              |              |              |  |  |              |              |              |              |              |              |  |  |        |        |        |        |        |        |  |  |            |            |            |            |            |            |  |  |        |        |        |        |        |        |  |  |        |        |        |        |        |        |  |  |  |  |  |  |  |  |  |  |  |  |  |  |  |  |  |  |  |  |  |  |  |  |  |  |  |  |  |  |  |  |  |  |
|        |        |        |        |        |        |  |  |        |        |        |        |        |        |  |  |        |        |        |        |        |        |  |  |        |        |        |        | 翰林院四庫館 | 翰林院四庫館 | 翰林院四庫館 | 翰林院四庫館 | 翰林院四庫館 | 翰林院四庫館 |        |        |        |        |  |  |  |  |        |        | 武英殿四庫館 | 武英殿四庫館 | 武英殿四庫館 | 武英殿四庫館 | 武英殿四庫館 | 武英殿四庫館 |                         |                         |                         |                         |                         |                         |  |  |              |              |              |              |              |              |  |  |              |              |              |              |              |              |  |  |        |        |        |        |        |        |  |  |            |            |            |            |            |            |  |  |        |        |        |        |        |        |  |  |        |        |        |        |        |        |  |  |  |  |  |  |  |  |  |  |  |  |  |  |  |  |  |  |  |  |  |  |  |  |  |  |  |  |  |  |  |  |  |  |
|        |        |        |        |        |        |  |  |        |        |        |        |        |        |  |  |        |        |        |        |        |        |  |  |        |        |        |        |              |              |              |              |              |              |        |        |        |        |  |  |  |  |        |        |              |              |              |              |              |              |                         |                         |                         |                         |                         |                         |  |  |              |              |              |              |              |              |  |  |              |              |              |              |              |              |  |  |        |        |        |        |        |        |  |  |            |            |            |            |            |            |  |  |        |        |        |        |        |        |  |  |        |        |        |        |        |        |  |  |  |  |  |  |  |  |  |  |  |  |  |  |  |  |  |  |  |  |  |  |  |  |  |  |  |  |  |  |  |  |  |  |
|        |        |        |        |        |        |  |  |        |        |        |        |        |        |  |  |        |        |        |        |        |        |  |  |        |        |        |        |              |              |              |              |              |              |        |        |        |        |  |  |  |  |        |        |              |              |              |              |              |              |                         |                         |                         |                         |                         |                         |  |  |              |              |              |              |              |              |  |  |              |              |              |              |              |              |  |  |        |        |        |        |        |        |  |  |            |            |            |            |            |            |  |  |        |        |        |        |        |        |  |  |        |        |        |        |        |        |  |  |  |  |  |  |  |  |  |  |  |  |  |  |  |  |  |  |  |  |  |  |  |  |  |  |  |  |  |  |  |  |  |  |
| 總辦處 | 總辦處 | 總辦處 | 總辦處 | 總辦處 | 總辦處 |  |  | 提調處 | 提調處 | 提調處 | 提調處 | 提調處 | 提調處 |  |  | 校辦處 | 校辦處 | 校辦處 | 校辦處 | 校辦處 | 校辦處 |  |  | 總目處 | 總目處 | 總目處 | 總目處 | 總目處       | 總目處       |              |              | 收掌處       | 收掌處       | 收掌處 | 收掌處 | 收掌處 | 收掌處 |  |  |  |  | 薈要處 | 薈要處 | 薈要處       | 薈要處       | 薈要處       | 薈要處       |              |              | 聚珍處（館） 校刊翰林處 | 聚珍處（館） 校刊翰林處 | 聚珍處（館） 校刊翰林處 | 聚珍處（館） 校刊翰林處 | 聚珍處（館） 校刊翰林處 | 聚珍處（館） 校刊翰林處 |  |  | 武英殿監造處 | 武英殿監造處 | 武英殿監造處 | 武英殿監造處 | 武英殿監造處 | 武英殿監造處 |  |  | 武英殿收掌處 | 武英殿收掌處 | 武英殿收掌處 | 武英殿收掌處 | 武英殿收掌處 | 武英殿收掌處 |  |  | 繕書處 | 繕書處 | 繕書處 | 繕書處 | 繕書處 | 繕書處 |  |  |            |            |            |            |            |            |  |  |        |        |        |        |        |        |  |  |        |        |        |        |        |        |  |  |  |  |  |  |  |  |  |  |  |  |  |  |  |  |  |  |  |  |  |  |  |  |  |  |  |  |  |  |  |  |  |  |
| 總辦處 | 總辦處 | 總辦處 | 總辦處 | 總辦處 | 總辦處 |  |  | 提調處 | 提調處 | 提調處 | 提調處 | 提調處 | 提調處 |  |  | 校辦處 | 校辦處 | 校辦處 | 校辦處 | 校辦處 | 校辦處 |  |  | 總目處 | 總目處 | 總目處 | 總目處 | 總目處       | 總目處       |              |              | 收掌處       | 收掌處       | 收掌處 | 收掌處 | 收掌處 | 收掌處 |  |  |  |  | 薈要處 | 薈要處 | 薈要處       | 薈要處       | 薈要處       | 薈要處       |              |              | 聚珍處（館） 校刊翰林處 | 聚珍處（館） 校刊翰林處 | 聚珍處（館） 校刊翰林處 | 聚珍處（館） 校刊翰林處 | 聚珍處（館） 校刊翰林處 | 聚珍處（館） 校刊翰林處 |  |  | 武英殿監造處 | 武英殿監造處 | 武英殿監造處 | 武英殿監造處 | 武英殿監造處 | 武英殿監造處 |  |  | 武英殿收掌處 | 武英殿收掌處 | 武英殿收掌處 | 武英殿收掌處 | 武英殿收掌處 | 武英殿收掌處 |  |  | 繕書處 | 繕書處 | 繕書處 | 繕書處 | 繕書處 | 繕書處 |  |  |            |            |            |            |            |            |  |  |        |        |        |        |        |        |  |  |        |        |        |        |        |        |  |  |  |  |  |  |  |  |  |  |  |  |  |  |  |  |  |  |  |  |  |  |  |  |  |  |  |  |  |  |  |  |  |  |
|        |        |        |        |        |        |  |  |        |        |        |        |        |        |  |  |        |        |        |        |        |        |  |  |        |        |        |        |              |              |              |              |              |              |        |        |        |        |  |  |  |  |        |        |              |              |              |              |              |              |                         |                         |                         |                         |                         |                         |  |  |              |              |              |              |              |              |  |  |              |              |              |              |              |              |  |  |        |        |        |        |        |        |  |  |            |            |            |            |            |            |  |  |        |        |        |        |        |        |  |  |        |        |        |        |        |        |  |  |  |  |  |  |  |  |  |  |  |  |  |  |  |  |  |  |  |  |  |  |  |  |  |  |  |  |  |  |  |  |  |  |
|        |        |        |        |        |        |  |  |        |        |        |        |        |        |  |  |        |        |        |        |        |        |  |  |        |        |        |        |              |              |              |              |              |              |        |        |        |        |  |  |  |  |        |        |              |              |              |              |              |              |                         |                         |                         |                         |                         |                         |  |  |              |              |              |              |              |              |  |  |              |              |              |              |              |              |  |  |        |        |        |        |        |        |  |  |            |            |            |            |            |            |  |  |        |        |        |        |        |        |  |  |        |        |        |        |        |        |  |  |  |  |  |  |  |  |  |  |  |  |  |  |  |  |  |  |  |  |  |  |  |  |  |  |  |  |  |  |  |  |  |  |
|        |        |        |        |        |        |  |  |        |        |        |        |        |        |  |  |        |        |        |        |        |        |  |  |        |        |        |        |              |              |              |              |              |              |        |        |        |        |  |  |  |  |        |        |              |              |              |              |              |              |                         |                         |                         |                         |                         |                         |  |  | 提調處       | 提調處       | 提調處       | 提調處       | 提調處       | 提調處       |  |  | 復校處       | 復校處       | 復校處       | 復校處       | 復校處       | 復校處       |  |  | 分校處 | 分校處 | 分校處 | 分校處 | 分校處 | 分校處 |  |  | 黃簽考証處 | 黃簽考証處 | 黃簽考証處 | 黃簽考証處 | 黃簽考証處 | 黃簽考証處 |  |  | 督催處 | 督催處 | 督催處 | 督催處 | 督催處 | 督催處 |  |  | 收掌處 | 收掌處 | 收掌處 | 收掌處 | 收掌處 | 收掌處 |  |  |  |  |  |  |  |  |  |  |  |  |  |  |  |  |  |  |  |  |  |  |  |  |  |  |  |  |  |  |  |  |  |  |

四庫全書館的最高職務是總裁、副總裁，大多由皇室郡王、大學士以及六部尚書、侍郎兼任，主要是負責領導和監督四庫館的工作，他們在總辦處工作。其下則分為纂修，繕書、監造三大處。纂修處負責校理、勘定全部書籍。纂修官也大多兼任分校，對繕寫處的書籍作校閱。:46在此之上尚有總纂官和總校官，總纂官負責實際主編的工作，總纂官陸費墀則負責整體的校閱工作。
據《四庫全書總目提要》卷首，參與了《四庫全書》編修的主要人員包括有360人。據郭伯恭、黃愛平、張昇等考證，《總目》所收的編纂人員有不少的缺漏。而據張昇的不完全統計，前後在館的館臣有達476人。:122-132

### 書籍來源
編纂《四庫全書》所用的書籍可以分為六個途徑，包括有各省采進本、私人進獻本、敕撰本、內府本、《永樂大典》本。:77-82:145-146
進呈書籍是《四庫全書》最主要的來源，當中可分作三類：各省采進本，各省在當地購買或借抄的書籍；私人進獻本，藏書家主動或者奉旨送館的書籍；通行本，當時最為流行的版本。:77-82這些書籍在收集之後會先由纂修官作清理甄別，然後由纂修官作進一步的校閱，經版本鑒別、辨偽、考證工作之後，會選擇當中較好的版本作底本，編寫提要，考訂文字得失等工作，然後再「詳細校正」，「將各書大旨及著作源流詳悉考證，詮疏崖略，列寫簡端」，最後決定是應刊、應抄、應存。書籍和提要會上交給總纂官作審閱，一般還會交給總裁官作審閱，他們會對於提要和書籍的存留再給予意見。乾隆帝也會給審閱進呈的書籍，當中包括兩種情況，一是由乾隆帝為了獎勵獻書之人，為其書籍作題詩，這類書籍經乾隆帝御覽，決定擬抄、刊後，將會由纂修校辦，總纂、總裁審閱後，由武英殿錄副，再交還書主；二是纂修官校辦過的書籍在抄成前上呈給乾隆審閱，其給予意見後再發還。:65-69
內府書籍（宮中收藏以供皇帝閱讀的藏書）和奉敕編撰書籍方面，《四庫全書》開館之後，這些書籍被送至翰林院西齋房作集中處理。當中，一些「舊刻顯然訛誤，應行隨行改正」的官刻舊本以及一些不夠完善的敕撰書籍會送至校閱（流程大致如進呈書籍），其他書籍則在編成提要後則大多都直接送到武英殿繕寫。另外，在編寫《四庫全書》的時候，乾隆帝亦有命令編寫一些書籍，這些書籍在編成完成後才會補入《四庫全書》中。:123-124:65-69

#### 《永樂大典》本
當時《永樂大典》藏於翰林院的典籍庫中，經朱筠的提議之後，開始了輯佚的工作。纂修官會先簽出《永樂大典》中的佚文，將會將可以輯出的書目粘貼標識，然後由繕寫官抄出當中的散片。因為《永樂大典》不便移出移入，因此繕寫的工作都在翰林院裡進行。其後會將繕寫的散本粘連成稿本，然後將由纂修官校對、補輯佚文，再繕抄出修改稿，由原纂修校對之後，再由總纂、總裁校正為正本。和進呈以及內府書籍不同，《大典》本是由總纂官和總裁官決定應刊、應抄、應存。此外，提要是決定應刊、應抄、應存再編寫提要。:69-84
學者雖然認可四庫館臣在輯佚史上的意義，但也批評他們的輯佚工作尚未完善。梁啟超指：「吾輩尤有一事當感謝清儒者，曰輯佚.......乾隆中修《四庫全書》，其書之採自《永樂大典》者以百計，實開輯佚之先聲」。孫楷第批評，於《大典》本中，只有少數書籍會以《永樂大典》以外書籍以校勘、輯佚之外，其他都因個人散便，只是按章辦公，沒有按照其他書籍補充，引致佚文並不全面，「以《大典》所載為足，實自欺欺人」:293-294。史廣超批評，四庫輯本出現沒有注明出處，出現漏輯，誤以為他書為本書佚文，編排不當四項問題。:157-181

### 收錄標準
《四庫全書》的收錄標準有以下數點： 
- 收集「闡明性理，潛心正學」的書籍：清高宗認為「予蒐羅四庫之書，非徒博右文之名，蓋如張子（張載）所云：『為天地立心，為生民立道，為往聖繼絕學，為萬世開太平』」，應該繼承先賢的傳統。[6]:124
- 不重視佛、道兩教，以及詞曲之類的書籍：《四庫全書總目提要·凡例》中認為「釋道外教，詞曲末枝，咸登簡牘，不廢蒐羅」，認為只要收錄當中「可資考證者」收錄即可。[6]:124-125
- 考慮作者的人品，認為「凡不軌於正者，悉從刪汰」：紀昀指「明之宋濂、高啟、李東陽......李攀龍等，均以正派相承，為一代冠冕，悉宜並存」，盡可能收錄一些正道之人的作品。[6]:125
- 重視收錄朝廷敕撰的書籍：清高宗編寫《四庫》的目的除了「稽古右文」之外，還重視推廣政教的作用，因此在編寫《四庫》同時也編寫了一些書籍，亦收集了前代的敕撰書籍。[6]:126-131
- 編纂人員將自己家族的作品收於《四庫全書》中：有部份官員在朝廷向全國徵集圖書的時候，將自己家族的書籍上呈。如河間獻縣紀氏家族（紀昀的家族）在《總目》中有四人七種，是一個家族中最多的，有可能受紀昀的影響。[10]:167-168
- 收錄方式以「貴古殘今」作為標準，重視收錄宋元以前的人的作品，而較少收錄明清時代的作品。四庫總裁于敏中指：「舊書去取，寬於元以前，嚴於明以後」。而編纂時尚在世人物著作則不予收錄（皇帝御撰作品和敕撰書籍外）。[6]:298-299

學者對於《四庫全書》選書的態度多有批評。郭伯恭認為，《四庫全書》所選的書籍偏而不全，指《四庫全書》重視程朱之學，加上收書上「貴古殘今」，因此寧可收集「元明以降程朱（程頤、朱熹）一派的無聊著述」，也不願意收錄陸王（陸九淵、王守仁）一派和其他非程朱一派的書籍。:226-228吳哲夫指《四庫全書》中充滿了尊經崇儒的衛道觀念，只考慮延續思想聖賢的思想，指《四庫全書》的選書態度未夠公允。:296-300楊晉龍認為，《四庫全書》忽視了民間的通俗文獻，如小說、戲曲、善書等都不作收錄，而宗教如佛藏、回教和其他宗教的資料也未能收錄。:221-222

### 首次校勘
乾隆五十二年（1787年），南三閣的三部四庫全書即將完成。乾隆帝抽閱進呈的書籍，發現在李清所撰的《諸史同異錄》中，有稱清世祖「與明崇禎四十子相同，妄誕不經，閱之殊堪駭異」的語句。乾隆帝命令其書應該全部撤出《四庫全書》（包括《南北史合注》、《南唐書合訂》、《歷代不知姓名錄》）。軍機大臣商討之下，決定以其他書籍或者是餘紙取代撤出的空缺。同年五月，乾隆五十二年五月，清高宗駐蹕熱河。他閱讀文津閣《四庫全書》的時候，發現當中的訛謬甚多，再加上以前在南三閣的《四庫》中都發現有「妄誕不經」之處，於是便下令復校內廷四閣的《四庫全書》。:193-195:173-175
文淵、文源兩閣方面，乾隆帝則命令當時在京的官員都要參與協助復校的事宜。尚書、侍郎要每人每日各看一匣；六阿哥永瑢、八阿哥永璇及工作不多的尚書、侍郎則各看兩匣。文淵閣由六阿哥、阿貴所負責；文源閣由伊齡阿、巴寧阿所負責。由五月底開始，至七月底校畢，歷時兩個月，當中發現了很多錯處，「各書繕寫草率，訛錯換篇亦頗不少」。清高宗見此大為震怒，指總纂官紀昀、陸錫熊「所辦書籍竟如此舛錯」，令他們賠償文津、文源、文津三閣裝訂挖改的工價，並且帶人去校勘文津、文溯兩閣的書籍，並處罰了相關謄寫、分校人員，達二千人以上。:200-203:177-178
文津閣的書籍，則最初由乾隆隨行的阮文淵、阿肅等人負責，但因為受乾隆帝停留在避暑山莊的時間限制，完成了三分之一後便中止。五十二年（1787年）六月初，文津閣的《四庫》發現「閻若璩《尚書古文疏證》內有引用錢謙益、李清諸說未曾刪除」，並令紀昀自行賠寫。十月初，紀昀奉旨帶領受罰的人員往熱河文津閣看書，至次年正月二十六日完成，發現抄寫錯誤，字句偏謬計六十一部，檢出七部書籍應毀，一部書重複抄寫。:203-208
陸錫熊則負責校勘盛京文溯閣的《四庫全書》。乾隆五十五年（1790年）三月，陸錫熊任滿回京，隨即率人至盛京校勘書籍，至七月十二日完成。四個月間，他們一共查出謄寫錯落、字句偏謬的書籍計六十三部，又發現甚至有脫寫全卷的。乾隆帝見此情況，相當不滿意，令抄寫、校閱文溯閣《四庫全書》有錯漏的去校勘《四庫全書薈要》和繕寫《八旗通志》，並對「总校王燕绪、吴绍洁，分校李斯咏，除罚校书外，仍交部从重议处，以示惩儆」。:208-210:53-64
南三閣方面，乾隆五十二年（1787年）七月，一些大臣考慮到江南三閣的《四庫全書》「校對僅生監二十餘人，又止校過一次，尤易草率從事」，提議校對南三閣的四庫全書，得准。並由本來校勘文淵、文源兩閣《四庫全書》的大臣官員負責。至五十五年（1790年）六月完成，陸續發向江浙。:222-226乾隆帝命令，南三閣的裝訂挖改的工價由陸費墀則一人負責，即使他於五十年過世之後，乾隆帝命令除了為其家屬保留一千兩銀之外，「如尚有餘資，即作添保三閣辦書之用」。:211
雖然乾隆命令四庫七閣的有禁忌之語的書籍同樣撤出，並令將「應行撤毀」的書籍「交進銷毀」。事實上，撤出的書籍部份至今保留於宮中，未曾銷毀。南三閣的書籍因部份冊數在李清著作被毀之前就已經送往南三閣，加上地方官員未完全依乾隆帝的指示，因此尚保留於《四庫全書》中，如周亮工《書影》一書則未則被毀。:224-225:183-184

### 再次校勘
乾隆五十六年（1791年）七月十八日，清高宗在熱河閱讀文津閣《四庫全書》的時候，發現《揚子法言》卷一有空白二行，發現將晉、唐、宋文注釋名氏脫寫，並發現沒有如高宗先前所令，將《御製書揚雄法言》一篇抄入是書卷首。清高宗批評：「書中篇首空至兩行，顯而易見，開卷即可了然，乃詳校官既漫不經心，而紀昀系總司校閱之書，亦全未寓目」，再命紀昀校勘。:213-214
紀昀先是領人前往圓明園校勘文源閣書籍，歷時兩個多月，於九月二十九日完成，發現「所签舛漏，较初次详校竟增数倍之多」，並發現有人捏做文字，「底本遺失，抵以他書，正本未全，偽注缺卷」的情況。其後紀昀再校文淵閣的書籍，發現雖然錯漏之處較「文源閣書少十分之二」，但發現了底本上的問題，如《性理大會》所用的乃是康熙初年的刻本，而非原稱的明末本，引致「頁頁俱錯」，內廷四閣都如此，必需另得真本再寫。:214-216
同年十二月，陸錫熊上折請赴盛京文淵閣校書，得准。次年二月，陸錫熊未待天氣轉暖便率人上路，半途而卒。同行的禮部侍郎劉權之接替陸氏主理校書的工作，至四月完成。:217-218
五十七年（1792年）三月，紀昀領人到熱河文津閣校書，至四月中旬，僅經部「已簽出空白、舛訛一千餘條」，並估計其他三部錯誤數目應該相同，清高宗批評前次「校勘一事，全屬有名無實」，令他們認真辦理。文津閣的校勘工作至四月底完成。:218-220
在兩次校勘之後，因為繕寫人員的學術水平不一，以及是繕寫官員過多，因此難以保證繕寫官員認真抄寫。此外，孟森在閱讀文瀾閣《四庫全書》的時候發現，書中的誤字必然出現在每葉首一字，指館臣可能為了顯示「聖明之天縱」，刻意寫錯以待乾隆指正。因此，在兩次的校勘之後，《四庫全書》依然存在很多的錯字。:277-288郭伯恭指，《四庫全書》實際上只是對於刊本再抄一次，抄寫是存有大量錯誤，校勘上亦多疏忽，亦有刪除序、題、目錄等情況，因此難稱得上是善本。:230-231

### 補遺
嘉慶八年（1803年），嘉慶帝命令禮部尚書紀昀負責查明尚有哪些書籍尚未編入《四庫全書》。紀昀檢明了未收入《四庫全書》的書籍，並建議將《四庫》告成之後的所有「御制」、「欽定」書籍都應該編入《四庫全書》。嘉慶帝准許了他的章程，並增派慶桂、董誥、朱珪、戴衢亨、英和、錢樾、潘世恩七人協助增補《四庫全書》的工作，並訂明收入書籍以乾隆六十年以前告成為限。:255-258
經軍機大臣和嘉慶帝議訂之後，最後決定補入八種書籍，包括乾隆詩文集四種、《八旗通志》、《平定廊爾略紀略》、《安南紀略》、《巴勒布紀略》。繕抄工作於嘉慶十一年（1806年）結束，並補入七閣之中。:259-261

## 樣式
樣式方面，北四閣本特徵如下：
- 開本：高31.5厘米，寬20厘米，版匡高22.3厘米，寬15.3厘米。
- 行款：八行，每行二十一字，注文小字双行。白口，四周双边，单鱼尾，朱丝栏。
- 格式：卷首第一行题“钦定四库全书”，第二行缩一字题书名卷数，第三行下题作者。版心上题“钦定四库全书”，中题书名，下标页码。
- 封面：絹面，经部绿色、史部红色、子部淡蓝色、集部灰色、《總目》黃色。
- 裝訂：包背裝。

南三閣本特徵如下：
- 開本：原高27.8厘米，宽17.2厘米，版匡高20.7厘米，宽13.9厘米。较北四阁本要小。
- 行款、格式、裝訂和北三閣本相同。
- 封面：經、史、子三部顏色都和北四閣本相同，集部為褐色，《四庫全書總目》絹面原本未用黃色，而是使用和集部同色。[15]:60-61[16]

七閣《四庫》每冊首卷的第一頁都會鈴印有各儲書閣印：文淵閣本印有「文淵閣寶」、文溯閣本印有「文溯閣寶」。文津閣則本書末則印有「避暑山莊」及「太上皇帝之寶」之印。南三閣本則首鈴印有「古稀天子之寶」，末印有「乾隆御覽之寶」。:157-158
南三閣本為一式三份抄寫，紙張、樣式相同，只是封面有異。文匯、文宗閣本的封面絹色較文瀾閣為深，而文匯、文宗閣本封面的「欽定四庫全書」為印刷，文瀾閣為手寫。:64

## 分類
分類方面，《四庫全書》將書籍分作44類、66屬，別集中又按時代暗分子目。本來，四庫館臣希望在經史子集之外另話有聖義、聖謨兩門，列出朝廷的欽定書目，和乾隆帝御製、御批書籍。乾隆四十六年二月十三日，乾隆帝下詔認為這樣編排另外增加義例，實在不便，認為只要將這些書籍放置在各屬之先即可。事隔兩日之後，他又認為這樣做於編例不協，經史子集內只需按時代先後排列即可，即今日《四庫全書》所見之分類法。:121-123
詳見下表：
| 流水號               | 類屬名稱             | 解題                                                               | 種數:104-110         | 卷數:104-110         |
| 《四庫全書總目提要》 | 《四庫全書總目提要》 | 《四庫全書總目提要》                                               | 《四庫全書總目提要》 | 《四庫全書總目提要》 |
| 經                   | 經                   | 經                                                                 | 經                   | 經                   |
| -------------------- | -------------------- | ------------------------------------------------------------------ | -------------------- | -------------------- |
| 1.1.                 | 易類                 |                                                                    | 158                  | 1737                 |
| 1.2.                 | 書類                 |                                                                    | 56                   | 650                  |
| 1.3.                 | 詩類                 |                                                                    | 62                   | 941                  |
| 1.4.                 | 禮類                 |                                                                    |                      |                      |
| 1.4.1.               | 周禮之屬             |                                                                    | 22                   | 453                  |
| 1.4.2.               | 儀禮之屬             |                                                                    | 22                   | 344                  |
| 1.4.3.               | 禮記之屬             |                                                                    | 20                   | 594                  |
| 1.4.4.               | 三禮總義之屬         |                                                                    | 6                    | 33                   |
| 1.4.5.               | 通禮之屬             |                                                                    | 4                    | 563                  |
| 1.4.6.               | 雜禮之屬             |                                                                    | 5                    | 33                   |
| 1.5.                 | 春秋類               |                                                                    | 114                  | 1838                 |
| 1.6.                 | 孝經類               |                                                                    | 11                   | 17                   |
| 1.7.                 | 五經總義類           | 儒家各種經典的綜合性研究著作                                       | 31                   | 675                  |
| 1.8.                 | 四書類               | 《論語》、《孟子》、《大學》、《中庸》的相關著作                   | 63                   | 729                  |
| 1.9.                 | 樂類                 | 古代音樂理論和古樂器的著作                                         | 23                   | 483                  |
| 1.10.                | 小學類               | 研究字的形、音、義的著作                                           |                      |                      |
| 1.10.1.              | 訓詁之屬             |                                                                    | 12                   | 122                  |
| 1.10.2.              | 字書之屬             |                                                                    | 23                   | 480                  |
| 1.10.3               | 韻書之屬             |                                                                    | 33                   | 313                  |
| 史                   |                      |                                                                    |                      |                      |
| 2.1                  | 正史類               | 經歷代皇帝認可的紀傳體史書（二十四史）及其注釋著作                 | 38                   | 3739                 |
| 2.2.                 | 編年類               | 以時間順序敘事的史書                                               | 38                   | 2066                 |
| 2.3.                 | 紀事本末類           | 以歷史事件為綱的史書                                               | 22                   | 1248                 |
| 2.4.                 | 別史類               | 體例接近正史類，但地位在正史之下的史書                             | 20                   | 1614                 |
| 2.5.                 | 雜史類               | 體例不一，雜記史事的書籍                                           | 22                   | 173                  |
| 2.6.                 | 詔令奏議類           |                                                                    |                      |                      |
| 2.6.1.               | 詔令之屬             | 君主頒佈的文告                                                     | 12                   | 822                  |
| 2.6.2.               | 奏議之屬             | 朝臣所編寫的奏章                                                   | 29                   | 726                  |
| 2.7.                 | 傳記類               | 記錄一人或多人事跡的傳記                                           |                      |                      |
| 2.7.1.               | 聖賢之屬             | 《四庫》收錄的都是孔子的傳記。「存目」中收錄了賢人的傳記，故稱聖賢 | 2                    | 7                    |
| 2.7.2.               | 名人之屬             | 「名世之英與文章道德之士」的傳記                                   | 13                   | 113                  |
| 2.7.3.               | 總錄之屬             | 記述多人事跡的傳記                                                 | 36                   | 808                  |
| 2.7.4.               | 雜錄之屬             | 「其類不一」的傳記                                                 | 9                    | 21                   |
| 2.8.                 | 史鈔類               | 摘抄一史或眾史而成的書籍                                           | 3                    | 48                   |
| 2.9.                 | 載記類               | 記述清朝認為屬非正式皇朝和外國歷史的書籍                           | 21                   | 280                  |
| 2.10.                | 時令類               | 記述時令節序和相關事物的書籍                                       | 2                    | 29                   |
| 2.11.                | 地理類               | 記述一地的地理情況，宮殿古跡等的書籍                               |                      |                      |
| 2.11.1.              | 宮殿之屬             |                                                                    | 2                    | 11                   |
| 2.11.2.              | 總志之屬             | 全國性的志書                                                       | 7                    | 941                  |
| 2.11.3.              | 都會郡縣之屬         | 各省縣地方志                                                       | 48                   | 2752                 |
| 2.11.4.              | 河渠之屬             |                                                                    | 23                   | 507                  |
| 2.11.5.              | 邊防之屬             | 江防、海防形勢的相關書籍                                           | 2                    | 24                   |
| 2.11.6.              | 山川之屬             |                                                                    | 7                    | 113                  |
| 2.11.7.              | 古蹟之屬             |                                                                    | 14                   | 125                  |
| 2.11.8.              | 雜記之屬             |                                                                    | 29                   | 213                  |
| 2.11.9.              | 遊記之屬             |                                                                    | 3                    | 15                   |
| 2.11.10.             | 外記之屬             |                                                                    | 16                   | 89                   |
| 2.12.                | 職官類               | 歷代或者一代宮吏設置、職務的書籍                                   |                      |                      |
| 2.12.1.              | 官制之屬             |                                                                    | 15                   | 365                  |
| 2.12.2.              | 官箴之屬             |                                                                    | 6                    | 17                   |
| 2.13.                | 政書類               | 記述一代或歷代典章制度有關的書籍                                   |                      |                      |
| 2.13.1.              | 通制之屬             |                                                                    | 19                   | 2298                 |
| 2.13.2.              | 典禮之屬             |                                                                    | 24                   | 1151                 |
| 2.13.3.              | 邦計之屬             |                                                                    | 6                    | 53                   |
| 2.13.4.              | 軍政之屬             |                                                                    | 4                    | 271                  |
| 2.13.5.              | 法令之屬             |                                                                    | 2                    | 77                   |
| 2.13.6.              | 考工之屬             |                                                                    | 2                    | 35                   |
| 2.14.                | 目錄類               |                                                                    |                      |                      |
| 2.14.1.              | 經籍之屬             | 書籍目錄                                                           | 11                   | 421                  |
| 2.14.2.              | 金石之屬             | 金石目錄                                                           | 36                   | 276                  |
| 2.15.                | 史評類               | 史學著作和評論史事、史書的著作                                     | 22                   | 399                  |
| 子                   |                      |                                                                    |                      |                      |
| 3.1.                 | 儒家類               |                                                                    | 112                  | 1681                 |
| 3.2.                 | 兵家類               |                                                                    | 20                   | 153                  |
| 3.3.                 | 法家類               |                                                                    | 8                    | 94                   |
| 3.4.                 | 農家類               |                                                                    | 10                   | 195                  |
| 3.5.                 | 醫家類               |                                                                    | 97                   | 1542                 |
| 3.6.                 | 天文算法類           | 關於天文、數學的著作                                               |                      |                      |
| 3.6.1.               | 推步之屬             | 為天文而作的算書                                                   | 31                   | 429                  |
| 3.6.2.               | 算書之屬             | 專言數學的書籍                                                     | 25                   | 210                  |
| 3.7.                 | 術數類               | 關於占卜的書籍                                                     |                      |                      |
| 3.7.1.               | 數學之屬             | 《易經》中的數學（即術數）一派的書籍                               | 16                   | 147                  |
| 3.7.2.               | 占候之屬             | 根據天象變化預測自然界災異和天氣變化的書籍                         | 2                    | 135                  |
| 3.7.3.               | 相宅相墓之屬         | 堪輿學的書籍                                                       | 8                    | 17                   |
| 3.7.4.               | 占卜之屬             | 占卜書籍                                                           | 5                    | 37                   |
| 3.7.5.               | 命書相書之屬         |                                                                    | 14                   | 53                   |
| 3.7.6.               | 陰陽五行之屬         |                                                                    | 5                    | 55                   |
| 3.8.                 | 藝術類               |                                                                    |                      |                      |
| 3.8.1.               | 書晝之屬             |                                                                    | 71                   | 1073                 |
| 3.8.2.               | 琴譜之屬             |                                                                    | 4                    | 28                   |
| 3.8.3.               | 篆刻之屬             |                                                                    | 2                    | 9                    |
| 3.8.4.               | 雜技之屬             |                                                                    | 4                    | 4                    |
| 3.9.                 | 譜錄類               | 器物、生物、植物等的圖譜和辭典                                     |                      |                      |
| 3.9.1.               | 器物之屬             |                                                                    | 24                   | 199                  |
| 3.9.2.               | 食譜之屬             |                                                                    | 10                   | 19                   |
| 3.9.3.               | 草木鳥獸蟲魚之屬     |                                                                    | 21                   | 145                  |
| 3.10.                | 雜家類               | 認為不能包括在上述分類的書籍，包括墨家的著作                       |                      |                      |
| 3.10.1.              | 雜學之屬             |                                                                    | 22                   | 174                  |
| 3.10.2.              | 雜考之屬             |                                                                    | 57                   | 707                  |
| 3.10.3.              | 雜說之屬             |                                                                    | 86                   | 636                  |
| 3.10.4.              | 雜品之屬             |                                                                    | 11                   | 83                   |
| 3.10.5.              | 雜纂之屬             |                                                                    | 10                   | 394                  |
| 3.10.6.              | 雜編之屬             |                                                                    | 4                    | 234                  |
| 3.11.                | 類書類               |                                                                    | 65                   | 7045                 |
| 3.12.                | 小說類               | 各種筆記，隨筆、雜考等的書籍                                       |                      |                      |
| 3.12.1               | 雜事之屬             |                                                                    | 86                   | 581                  |
| 3.12.2               | 異聞之屬             |                                                                    | 32                   | 724                  |
| 3.12.3               | 瑣語之屬             | 志怪小說，敘事較為細碎，故稱「瑣語」                               | 5                    | 54                   |
| 3.13.                | 釋家類               |                                                                    | 13                   | 313                  |
| 3.14.                | 道家類               |                                                                    | 44                   | 433                  |
| 集                   |                      |                                                                    |                      |                      |
| 4.1.                 | 楚辭類               |                                                                    | 6                    | 65                   |
| 4.2.                 | 別集類               | 專錄一人所作作品的集子                                             |                      |                      |
| 4.2.a.               | 漢至五代             |                                                                    | 111                  | 1518                 |
| 4.2.b.               | 北宋建隆至靖康       |                                                                    | 122                  | 3381                 |
| 4.2.c.               | 南宋建炎至德祐       |                                                                    | 277                  | 4978                 |
| 4.2.d.               | 金元                 |                                                                    | 175                  | 2112                 |
| 4.2.e.               | 明洪武開至崇禎       |                                                                    | 238                  | 4207                 |
| 4.2.f.               | 國朝（清）           |                                                                    | 42                   | 1799                 |
| 4.3.                 | 總集類               | 多人所作的詩文匯集或選錄                                           | 165                  | 9947                 |
| 4.4.                 | 詩文評類             | 文學評論、文學方法論、文學史料等的作品                             | 64                   | 731                  |
| 4.5                  | 詞曲類               |                                                                    |                      |                      |
| 4.5.1.               | 詞集之屬             | 詞的別集                                                           | 59                   | 103                  |
| 4.5.2.               | 詞選之屬             | 詞的總集                                                           | 12                   | 274                  |
| 4.5.3.               | 詞話之屬             | 評論詞、詞人、詞派和詞的本事的著作                                 | 5                    | 19                   |
| 4.5.4.               | 詞譜詞韻之屬         | 表述詞牌格式的著作。《四庫》沒有著錄「詞韻」著作                   | 2                    | 60                   |
| 4.5.5.               | 南北曲之屬           | 南曲和北曲的著作                                                   | 3                    | 17                   |

## 副產品

### 《四庫全書薈要》
乾隆三十八年（1773年）五月，四庫館開館不久之後，乾隆帝考慮到《四庫》「卷帙浩於煙海，將來庋棄宮庭，不啻連楹充棟，檢玩為難」，因此希望「於《全書》中擷其菁華，繕為《薈要》」。黃愛平和吳哲夫認為，當時乾隆帝已經六十三歲高齡，因此希望編寫《薈要》以盡快看到《四庫全書》。:190-191:284-285
為了盡快編寫《薈要》，在四庫館之外另外設立了薈要修書處以編寫薈要，由于敏中、王際華負責。薈要修書處任職人員計八十一人，分總裁、總校、編纂、提調、承辦、收掌等工作。謄錄人員方面，則約八百人左右，整體的編纂方式和四庫館大致相同。乾隆四十二年（1777年），因《薈要》大致已見雛形，薈要處被裁撤，由武英殿修書處接手。:192:285-288
乾隆四十三年（1778年），第一部的《薈要》編成，藏於紫禁城坤寧宮後御花園的摛藻堂。次年，《薈要》的副本編成，藏訪圓明園內味腴書屋。《薈要》一共收書463種，11718冊，20808卷。種數約是《四庫》的七分之一，冊數約是《四庫》的三分之一。:193-194:297咸豐十年（1860年），發生了第二次鸦片战争，味腴書屋所藏之《薈要》隨圓明園被毀。摛藻堂本今藏台北故宮博物院。:198

### 《四庫全書總目提要》
在乾隆三十七年正月初四所發的書徵書諭令之中，清高宗則已經要求各省督撫「先將各書敘列目錄」，當時督撫所上奏的都是較為簡單的書名、卷數、冊數、作者、內容大旨的內容，又或者只列書名、作者，沒有解題。同年十一月，朱筠在《謹陳管見開館校書摺子》也指應該要考法中國目錄學的傳統，「校其得失，撮舉大旨」，編寫目錄。:313-314乾隆三十八年二月六日，劉統勛的奏折中提出應該「另編目錄一書，具載部份卷數，撰人姓名，垂示永久」，得准。:41-42
在《四庫》的編纂過程中，先是由纂修官在輯佚、校閱的同時為其經手的書籍編寫一篇提要。纂修官所負責的書籍提要完成之後，則夾於書內送訪總纂官、總目協勘官作考證修改。總纂官看到了提要後，要考慮此書應該是刊刻、鈔錄、存目，或者不作存目。決定是否收錄於《四庫》後，纂修官會對於當中的內容作校訂，當中以主要由紀昀負責修改定稿。最後，再上奏於乾隆帝。:317-322:42-44
乾隆四十六年（1781年）二月，《總目》完成，但其後亦經過多次修改。編成後，《四庫》所用的分類方式有所變動，不以本朝官書為首，《總目》也因此作修改，至次年七月畢，並得到乾隆帝認可，令「繕寫四分於四閣陳設」。但因《四庫》書籍內容有所增補，《大清一統志》、《盛京通志》等書籍還在編修之中，因此遲遲未定稿。五十一年，李清《諸史同異錄》被提出銷毀，《總目》也需修改。乾隆五十七年，紀昀等對內容再作校訂。乾隆六十年（1795年），《總目》「校勘完竣，隨加緊刊刻畢工」，予武英殿刻成書籍出版。:322-326:42-44
此外，乾隆帝《總目》長達二百卷，不便閱讀，還下命編寫《四庫全書簡明目錄》，當中只記述某書某卷，注明作者和作者年份，二十卷。:326:55-59

### 《武英殿聚珍版叢書》
乾隆三十八年二月，乾隆帝決定輯校《永樂大典》，而當時則已經考慮對於當中流傳甚少的內容與之出版。《四庫全書》開館之後，總裁大臣即將《永樂大典》輯出書籍「分別應刊、應抄，應刪三項」，并由武英殿員外郎劉惇、永善，以及是總官內務府大臣金簡處理出版事宜。乾隆三十八年四月，首批《永樂大典》輯文付梓，包括有《易緯八種》，《漢魏舊儀》、《魏鄭公諫續錄》、《帝範》四種二十卷，雕版印刷。:226-231
其後，應刊書籍的範圍擴展至《大典》輯本之外，各地所進的遺書也成為印刷的一部份。總裁大臣金簡見所有雕版甚多，選擇改為使用棗木活字印刷，得到乾隆的准許。乾隆三十九年（1774年）五月，《武英殿聚珍版叢書》正式開始印刷，一共印刷了一百三十八種《四庫全書》中的書籍。:231-236

### 《四庫全書考證》
在《四庫全書》編篡的過程中，纂修官會對當中的內容作校簽。在進呈本中，原有的校簽中以黃紙謄抄一次，即為黃簽，由四庫館的黃簽考証處王太岳、曹錫寶二人負責。他們會對於當中的內容作選擇並修改，當中很大部份的黃簽都被收錄於《四庫全書考證》之中。北京師範大學張昇教授指出，《四庫全書考證》主要是對《四庫全書》所收的書籍作「文字、順序、內容的辨誤訂正」。乾隆五十一年（1786年）以活字印刷出版，收入《武英殿聚珍版叢書》中。

## 抄本
為了繕寫《四庫全書》，朝廷需要大量人手以進行抄寫的工作。最初，四庫館使用的是保舉法，「令現在提調，纂修各員於在京之舉人及貢監各生內擇字畫工致者各舉數人」，命令提調、纂修等人推薦合適的人選。在繕寫五年期滿後，可以按他們抄寫的數量以議敘得官。但是保舉法推行不久，就成為了不少科場失意之人成官的捷徑，一些提調、纂修以此索賄。再者，朝廷沒有給予謄寫者工資，「自備資斧」，因此謄寫者大多不認真，甚至另尋書手代寫。:138-139
在此情況下，監察御史胡翹元上奏，建議由保舉制改為考查制，得准。他提出，「在京士子，有願充謄錄者，毋寧仍令纂修、提調等官保舉」，而是由他們自行推薦，由總裁官考驗其抄寫能力，「各令當堂親書數行，擇其字畫端正者，照數取錄，以次充補」。其後，因為考察方式所得的人數不足，因此改為於鄉試落第的試卷中選取。:139-140
武英殿四庫館為了確保謄寫的速度和質量，建立了一套制度。四庫館建立了「稽核字數考勤簿」，規定「每人每日寫一千字」，「五年共限寫一百八十萬字」。對於某些特別情況，則有不同的計算方法，如「篆字以一作十，隸字以一作五，繪圖一頁作字一千」等等。對於字數寫得較多者，其得官職亦有別，「繕寫二百萬字列為一等，一百六十五萬字列為第二等」，以謄寫字數作為議敘的方式。:141-142為了確保抄寫的質量，四庫館訂立了《功過處份條例》，謄抄者的抄本中出現錯字記過一次，分校、復校未能發現謄抄者的問題也同樣記過，並於各冊後列明校訂人員姓名，以明文責。:146-147
抄本中，首先完成的是文淵閣本，其次是文溯閣，再者是文津閣，最後是文源閣，於乾隆四十九年（1784年）十一月二十五日，內廷四閣本都抄寫完成。:150-153:134-136乾隆四十七年（1782年），清高宗見第一套《四庫全書》完成，為了方便江南子弟查閱，「俾江浙士子得以就近观摩誊录，用昭我国家藏书美富、教思无穷之盛轨」，因此在又令人於江南地區準備三套《四庫全書》，被統稱為「南三閣」、「江浙三閣」，包括揚州大觀堂的文滙閣、鎮江金山寺的文滙閣、杭州聖因寺的文瀾閣。:138-139
南三閣的《四庫》抄寫工作也在武英殿中進行，但改由國庫開資，而非議敘。:92具體送藏和管理工作則由地方督撫和兩淮鹽官負責，實際工作則由兩淮鹽政、鹽運使辦理。乾隆四十九年（1784年），《四庫》陸續抄成，浙江派鹽政部門領回未經裝潢的《四庫全書》。乾隆五十二年（1787年）四月，南三閣三套《四庫全書》抄寫完畢。:84
為了建設藏書閣，於乾隆三十九年（1774年），乾隆帝特意命令營建官員寅著特意視察了天一閣的興建方式，「看其房间制造之法若何，是否专用砖石，不用木植，并其书架款式若何，详细询察，烫成准样，开明尺丈，呈览」。寅著因此觀察了天一閣的建造方式，並上報乾隆帝。乾隆帝對於天一閣的興建方式大為欣賞，決定按天一閣的設計方式興建七閣。「天一閣」的命名方式來自於《周易》「天一生水」，而七閣的命名方式也參考了天一閣，以水字偏旁漢字命名，以水克火。
乾隆四十一年（1785年），乾隆帝在纂修文淵閣《四庫全書》的時候，本來是打算准許翰林院士子和其他好學的官員進內閱讀，但不准外借，「翰林原许读中秘书，即大臣官员中，有嗜古勤学者，并许告之所司，赴阁观览。第不得携取出外，致有损失。」。但至乾隆五十三年（1788年），乾隆帝改變了主意，指文淵、文津、文源三閣「俱系禁篽重地」，「不便任人出入翻閱」。:165-170為了讓翰林、官員得以閱讀，本來打算在七閣《四庫全書》完成之後再抄一副本於翰林處。但因乾隆末年，國庫空虛，已經沒有能力再抄一套《四庫全書》。乾隆五十一年（1786年），四庫館總裁永瑢提出不另再抄副本，而是直接貯存底本，除了「奉有御題者，業經臣館隨時錄副，將原本敬謹發還本人祗領珍藏」外，其他的底本全部保留於翰林院，得准。唯已經於光緒廿六年（1900年）的庚子之亂時被毀。:188-192

### 北四閣

#### 文淵閣

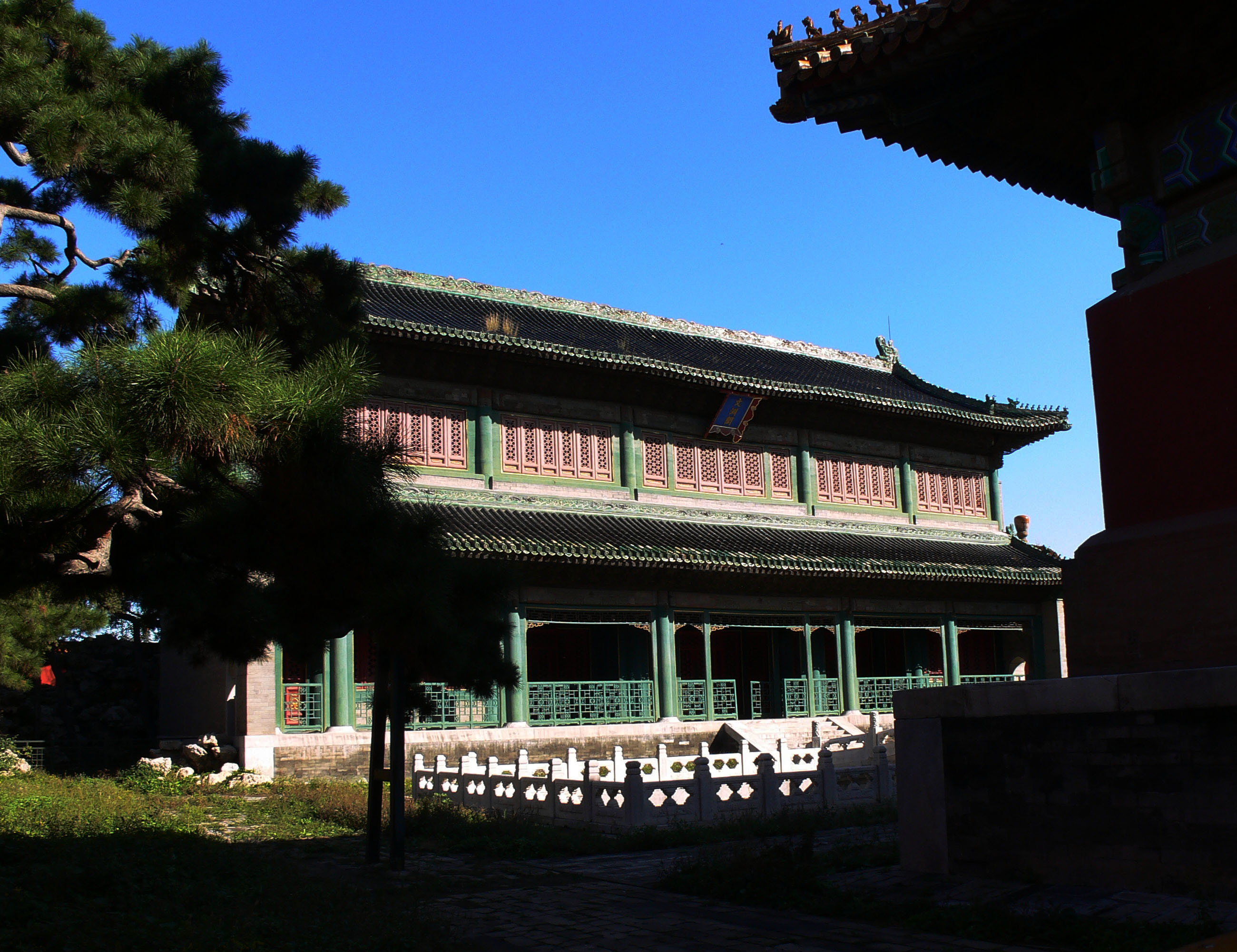
紫禁城文渊阁

文淵閣位於北京紫禁城皇宮之中，於乾隆四十一年（1776年）完成，在北四閣中最早。在外觀上只有兩層，但因為使用了樓板之下的腰部空間多造一層，實際上是三層。文淵閣寬六間，闊34.7米，進深三間，闊14.7米。:19
1782年，《四庫全書》入藏，當時規定，每年農曆九月必須曬書十天，以避免書籍受蟲蛀霉變之害。民國六年（1917年），清室內務府派人對《四庫》進行了清點，發現有23卷丟失，並從文津閣本中補抄。1924年遜清皇室被逐出紫禁城後，《四庫》改由清室善後委員會接管，次年故宮博物院成立，《四庫》由該院圖書館接管。:80。1925年，為了供學者研究以及方便覆印，《四庫》轉入北京大學圖書館。1931年發生了九一八事變，為避免落入日人之手，故宮博物館遂於1933年將《四庫》運至上海，其後又被運至重慶。1949年，《四庫》遷往台灣，現藏於國立故宮博物院。:80-81

#### 文源閣

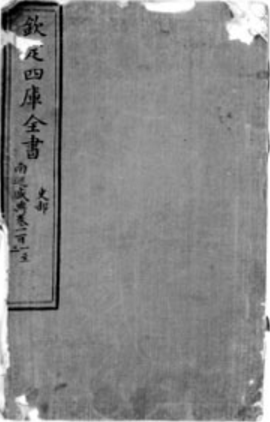
英法联军火烧圆明园後的《四库全书》残本

文源閣位於圓明園，乾隆四十三年（1778年）建成。於乾隆四十七年（1782年），《四庫全書》入藏。咸豐十年（1860年），英法聯軍攻佔北京，火燒圓明園，《四庫全書》被毀。:20今有散本，如香港大學馮平山圖書館有《公是集》十卷，廣東省立中山圖書館有《明史》卷九至三，日本東洋文庫有《南巡盛典》卷二十至二十二等等。

#### 文津閣

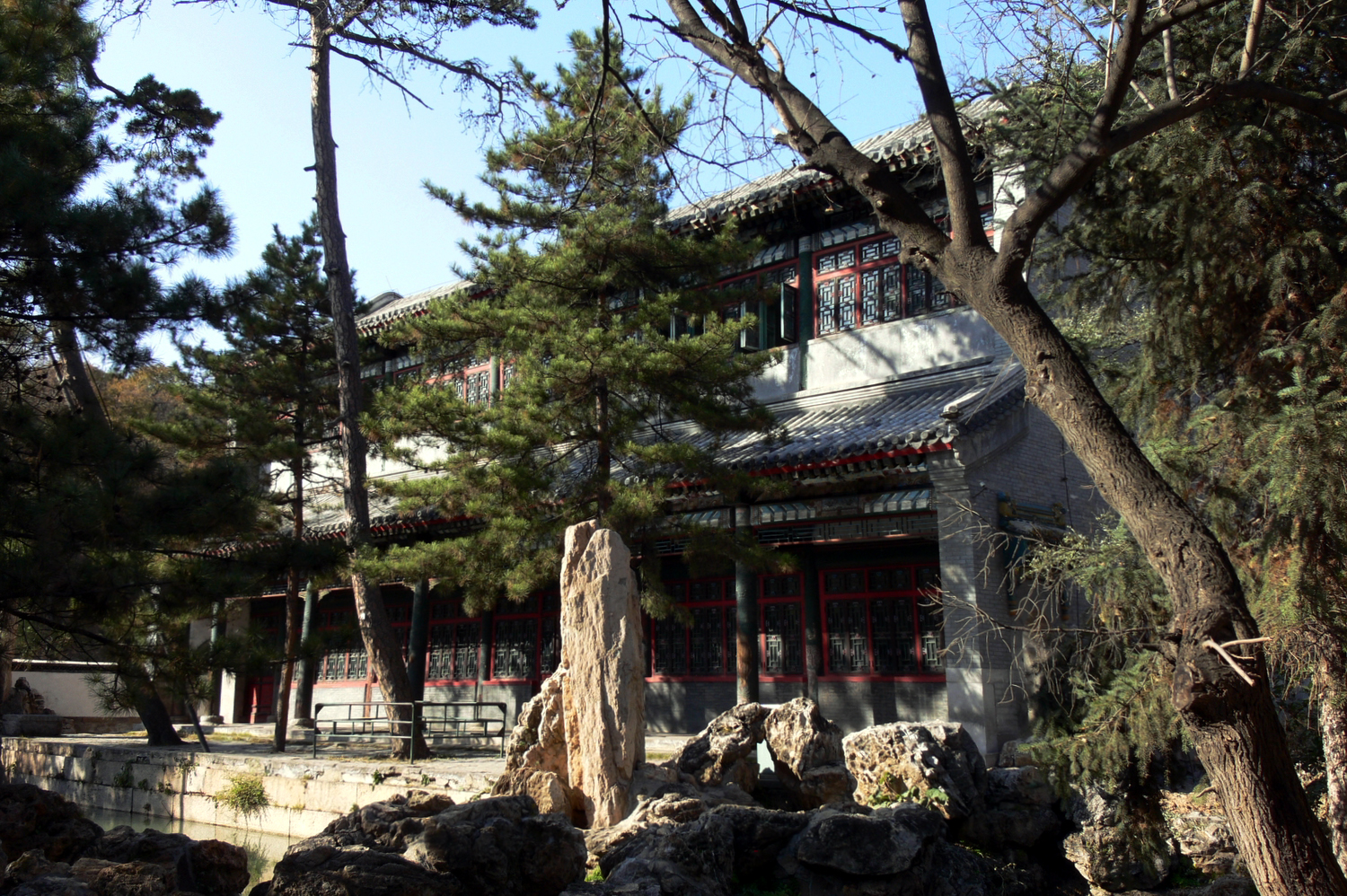
承德避暑山庄文津阁

文津閣位於熱河（今承德）避暑山莊，乾隆四十三年（1778年）建成。於乾隆五十年（1785年），《四庫全書》入藏，並按文淵閣做法，每年夏季抖晾書籍一次。至道光年後，文津閣的管理開始鬆弛，曝書成例停止。同治初年，文津閣因日久失修，閣頂部份坍塌，雨水滲漏，部份書籍被沾濕。同治六年（1867年）五月，在時任熱河都統麒庆指示下，重新恢復成例。光绪二十年（1894年），热河总督大臣世纲等奉命查点，除经部《日讲書经解义》一书，原未补入，有函无书外，其他書籍基本無闕。:81-82
宣統元年（1909年）8月，清學部籌建京師圖書館，因只有文津閣本《四庫全書》無闕，計劃將《四庫》入存京師圖書館並得准，但因辛亥革命而未成事。民國三年（1914年），教育部社會教育司第一科的魯迅重新著手此工作，並和熱河方面聯繫；但時任熱河都統題未待教育部來人辦理接收手續，已先行將《四庫》送至北京，由內務部接收，藏於故宫文华殿古物陈列所。次年，魯迅以教育部名義致函內務部，要求將《四庫》交給京師圖書館。1918年，《四庫全書》、原貯書架的接收工作完成，至今一直藏於中國國家圖書館，是唯一一部原架、原函、原書的《四庫全書》。:82-83
2016年8月9日，故宮博物館舉行了文津阁本《四库全书》捐赠仪式，將文津閣本的複制本重新安於文淵閣中。此次所制作的影印本製作長達12年，全部使用了手工宣紙。整套書籍使用了6144個金絲柚木盒，佔128個書架。

#### 文溯閣
文溯閣是北四閣中最後建成的，於乾隆四十七年（1782年）五月才完工。於同年十一月十三日開始，總管內務府先後將五批《四庫全書》和《古今圖書集成》送至盛京文溯閣，至次年五月二十日完成。在嘉慶、道光時期，文溯閣和當中的藏本一直保存良好。光緒十六年（1900年），沙俄侵占沈阳。光緒二十九年（1903年），沙俄軍隊將文溯閣作马厩和炮兵营房，此時有39卷《四庫》被窃。:91-92
1914年，奉天督軍段芝貴為了討好即將稱帝的袁世凱，將文溯閣《四庫全書》運至北京。1925年，經東北各方人士爭取，《四庫》獲送還奉天。因當時文溯閣被占用，於1927年才復藏於文溯閣。1935年，奉天圖書館見文溯閣日久失修，於文溯閣西南處建造了新的書庫，1937年6月運至新書庫中保存。:91-93
1950年，朝鮮戰爭爆發，為了保護文物，《四庫》先是運至黑龙江省訥河，其後又遷運至北安。1966年，基於中蘇交惡，為了保証《四庫》的安全，《四庫》獲運至甘肅，最初存放於永登县连城土司衙门大经堂。1969年，甘肃省拨款40万，筹建榆中战备书库。1971年，《四庫》入存於該書庫。:93-952001年12月28日，文溯阁《四库全书》藏书楼獲列入甘肃省“十五”规划和文化建设标志性工程，決定於蘭州市北山九州台建立新的藏書樓。2005年7月8日落成使用。

### 南三閣
南三閣的藏書在五十五年（1790年）定成裝潢和收藏的工作:105。入藏之後，當時有很多江南士子入閣閱讀書籍，以助研究，進內抄寫《四庫全書》。如陳壽祺曾借文瀾閣藏書以修方志、陽湖學者陸清臣曾以文瀾閣《四庫全書》以刊行先祖陸文圭的《牆東類稿》。抄寫方面，據統計丁氏八千卷楼有11种抄自《四庫全書》，张金吾爱日精庐有91种，瞿紹基铁琴铜剑楼有7种，陆心源皕宋楼有160种。郭伯恭指南三閣的規定和近代的公共圖書館相似，指其打破清初私人藏書不外傳的風氣，有助傳播知識。:236-237

#### 文宗閣、文匯閣
文匯、文宗兩閣先後毀於戰火。道光二十二年（1842年）六月，英國發動了揚子江戰役，在鎮江保衛戰中，文宗閣藏書受損。咸豐三年（1853年）春，太平軍攻佔了揚州、鎮江，兩閣毀於戰火。:87-88早期南三閣的四庫全書並不准借出，但至後期，相關措施並沒有得到嚴格遵守。因此文宗、文滙閣被焚之後，個別書籍因士子借出未還而未受影響。:41

#### 文瀾閣

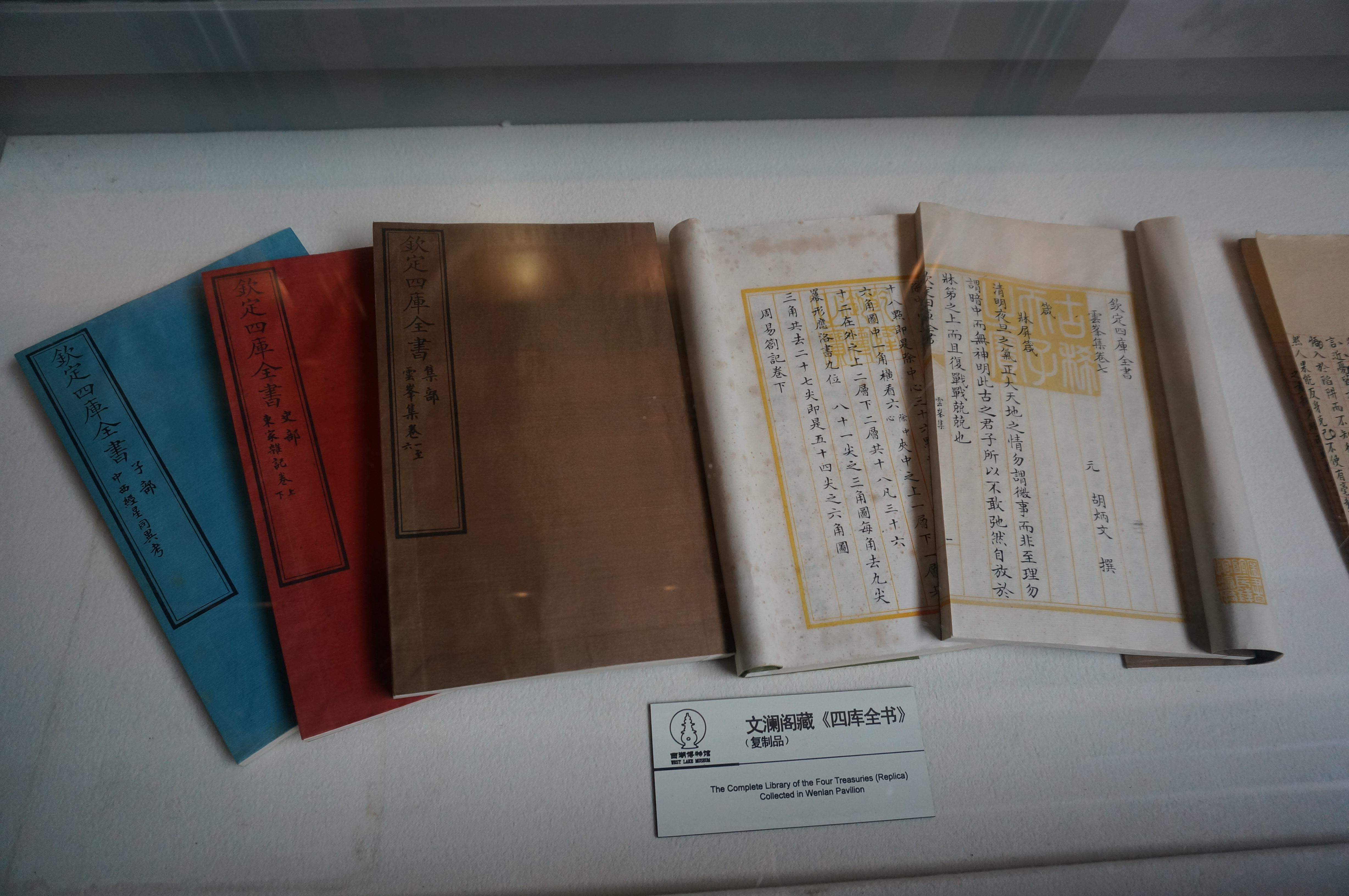
四库全书杭州文澜阁本（复制品）

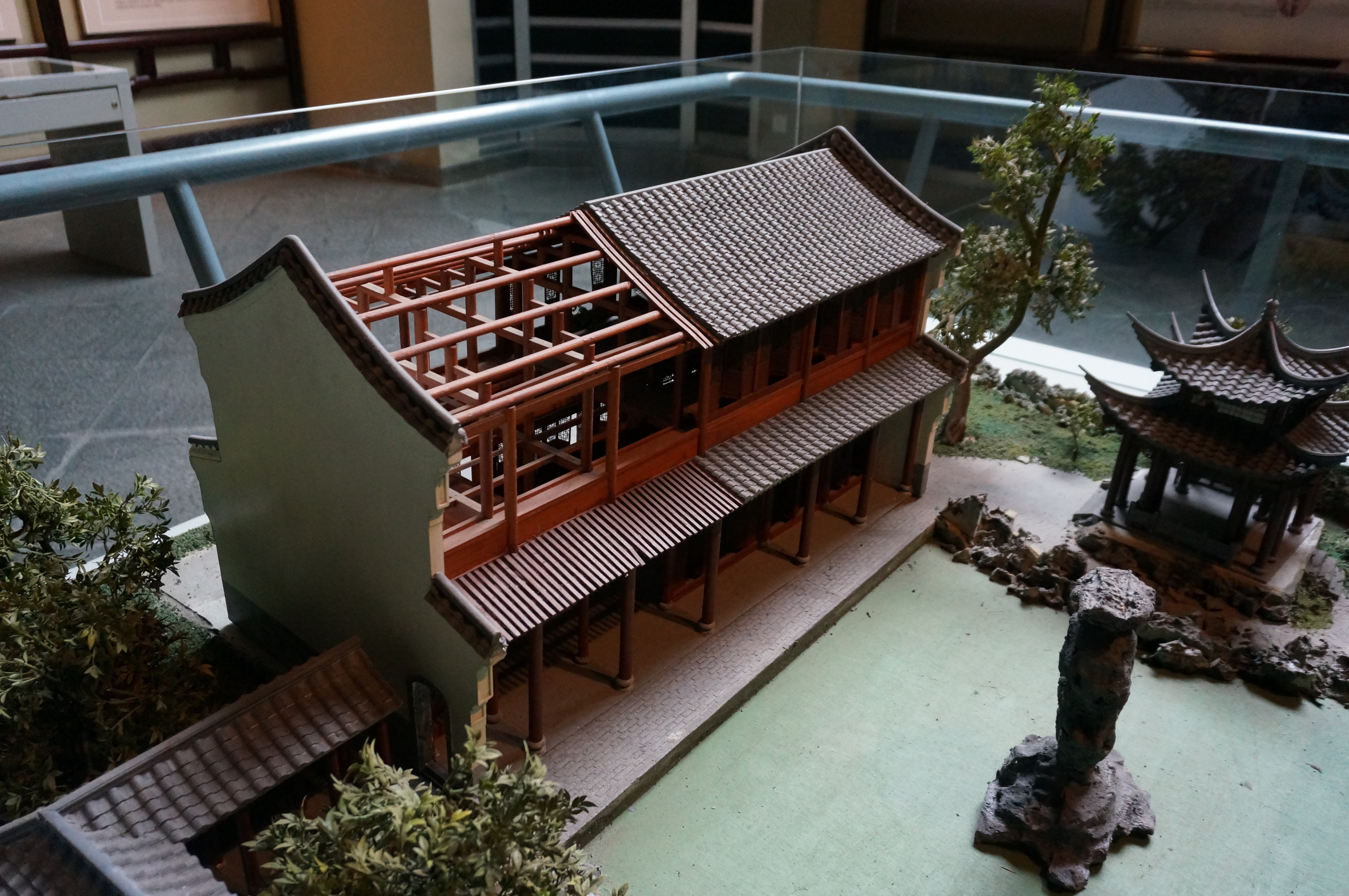
藏书地之一杭州文澜阁模型，面阔六间二层

杭州西湖聖因寺本來是康熙皇帝南巡時的行宮，於雍正五年（1727年）改建為佛寺，同年八月雍正帝定名為聖因寺。文瀾閣初建於乾隆四十八年（1783年），位於聖因寺寺後玉蘭堂以東，經費由浙江商人承擔。:89-91乾隆五十二年（1787年），文瀾閣《四庫》陸續繕成，於五十五年（1790年）定成裝潢和收藏的工作。:105
咸豐十一年（1861年），太平軍第二次襲擊杭州，文瀾閣於是次襲擊中被焚。丁申、丁丙兩兄弟本已經離開杭州，往西溪避禍。一天丁申在購物的時候發現包物紙是《四庫》的紙張，才得知文瀾閣《四庫》本已經離散。當時他們召集了勇丁數人，乘夜檢拾，檢得數千冊。為了保護《四庫》，丁氏兄弟將《四庫》運至當時較為安全的上海保管。在上海，丁氏兄弟以收集「惜字紙」的名義，輾轉委托當時在上海的杭州書商收集閣書，又收集得不少，「每包高二尺許，有八百包之多」，合共有8689本，約為整套《四庫》的四分之一。光緒五年（1879年），浙江巡撫譚鍾麟見文瀾閣舊藏書籍甚多，有必要重建文瀾閣以方便保存。建築成本計為12913銀圓，次年三月落成，重建工程則於九月完成，十月初六之前將書籍都移至重建的文瀾閣內。光绪帝颁赐了御书满汉文的“文澜阁”匾额，御賞“丁申四品顶戴以示奖励”。:46-48
丁丙見文瀾閣的《四庫》未見完整，提出補抄。光緒八年（1882年），補抄工作得到了譚鍾麟的批准，經費由政府提供，設局於东城讲舍，抄寫者達百餘人。當時所依的底本大多都是丁丙家中的八千卷樓的藏書，後來發現不敷使用，便向各地藏書樓借書；不愿借出的，则派人到对方當地借抄，最遠甚至曾向廣州孔氏岳雪樓借抄。其後民國四年（1915年）至民國十二年（1923年）間，錢恂又主持了一次補抄（乙卯补抄）。接着，張宗祥繼續了錢恂的補抄工作（癸亥補抄），是次補抄大多都是以北京文津閣本作底本，少數按浙江省圖書館所藏的善本作底本。:48-50
1937年7月底中国抗日战争期間，時任浙江圖書館館長陳訓慈為了避免文瀾閣《四庫全書》受劫掠和被炸，命令總務組趕制木箱以準備遷移。8月4日，文瀾閣《四庫》本先運向富陽魚山，然後於12月3日運抵建德。12月24日杭州淪陷，建德也受影響，時任教育部長陳立夫建議遷往內地，但浙江省政府不肯，《四庫》又先後轉運至金華、龍泉等地。其後教育部決定將《四庫》運到貴陽，12月30日到達，寄存貴州省立圖書館；為了避免受日軍轟炸，先是移至城外張家祠堂中，次年4月8日又移至離貴陽10公里的地母洞裡，至1944年為止。1944年春，日軍發動了豫湘桂戰役，同年11月桂林、柳州先後淪陷，貴陽也有失守的風險，於是便運至重慶青木關保存。
抗戰勝利後，文瀾閣《四庫》本由重慶運回杭州，收入浙江省圖書館。1954年3月改藏於浙江省圖書省西北側的青白山居。1969年珍寶島事件發生，為了備戰，《四庫》於1970年1月被運至龍泉縣收藏；1976年12月返杭後，依然藏於青白山居。1998年，浙江省圖書館建造了新的地下藏書庫，《四庫全書》以及補抄本都移至該處收藏至今。:248

## 出版
《四庫全書》的出版工作始自1916年旅沪犹太商人哈同（Silas Aaron Hardoon）的提议。其後十餘年，数届政府都有提案研究出版的事宜，計有五次，但都未果。1933年，教育部和商务印书馆簽訂了合同，決定出版當中較為珍貴的版本，即《四庫全書珍本》；當時，學者對於要以何形式出版形成了「庫本」和「善本」兩派意見：「庫本」派有教育部和商務印書館當事雙方，他們認為應該以原貌印刷《四庫全書》；「善本」派有北平圖書館為代表的學者，包括有董康、蔡元培等，認為《四庫》「成书于专制帝王之私意，毁禁所余，仍有删改」，版本粗劣，應該以善本代替之以出版。教育部代表王世杰拒絕了「善本」派的要求，認為「以库本与刊本并印，则与普通丛书相同」，商務印書局代表張元濟也認為應該刊印庫本。1934年，上海举办的国际图书馆展览会展出了部份影印的《四庫全書》。1935年，《四庫全書珍本初集》印畢。
《四庫全書珍本初集》刊行之後，台灣商務印書館於1969年曾重印。商務印書館又按選印時定的目錄，於1971年至1974年，繼續編印《四庫全書珍本》第二至五集。1975年，台灣商務印書館編印了《四庫全書輯自永樂大典諸佚書》，將《四庫》大典本全部出版。1976年至1982年，商務印書館對《四庫全書珍本》有續編第六至十二集，至此《四庫》中近一半已經出版。
1982年，台灣商務印書館開始籌印文淵閣本，並得到臺北故宮的批准。由同年年底開始進行，至1986年3月全部出齊。其後，上海古籍出版社於1990年間翻印了文淵閣《四庫全書》。1999年，香港迪志文化出版有限公司和中文大學出版社合作出版了《文淵閣四庫全書電子版》，此計劃集合了兩岸三地的學者，是「九五」重點電子出版項目之一。
文津閣方面，2002年中国出版集团和商務印書館先後兩次召開文津閣《四庫全書》出版研討會，決定出版文津閣本《四庫全書》，並於2005年由商務印書館出版。文瀾閣方面，2004年，杭州出版社和浙江圖書館決定共同整理文瀾閣《四庫全書》出版，歷時十年後，於2015年完成。
文溯閣《四庫全書》是現存三部半中唯一一部沒有完全影印出版的。2003年，甘肃省图书馆从文溯阁《四库全书》中选出四部著作，汇编成《影印文溯阁〈四库全书〉四种》，由上海古籍出版社出版。2013年年初，「文溯阁《四库全书》影印出版工程」成為了甘肅省的20个文化产业重点项目之一，計劃出版2500套。

## 續修
在《四庫全書》編成之後，曾多次提議續修。光緒十五年（1889年），翰林院編修王懿榮曾提出要續修《四庫全書》。三十四年（1908年），翰林院檢討章梫也提議續修，得到了喻長霖、孫同康等人的同意。孫同康還為此編寫了《重修四庫全書條例二十則》。但兩次的提議在當時的政治背景下根本不可能執行。
1925年，美國等國家退還了庚子賠款。日本政府逼於國際壓力，也隨之退還賠款並計劃用於發展中國的文化事業，組織了「人文科學研究所」，計劃編寫《續修四庫全書總目提要》。編寫工作分作兩期，第一期主要擬定書目，於1928年開始。當時編纂委員會以及研究所的經費都來自於日方，實權也在日本，再加上抗議日本侵佔濟南（五三慘案），中方委員於同年五月全體辭職，因此整個編纂工作都以日方作主導。擬定書目的工作至1931年6月結束，擬定了書目27,000種。第二期着重撰寫提要，於1931年開始編寫。1942年，因日本發動了太平洋戰爭，續修工作因此停止，提要沒有完成。1980年，北京中華書局推出了整理本，收書有三萬一千餘種，為清修《總目》中存目、著錄之三倍，約一千五百萬字。
1997年，《四庫全書存目叢書》完成編印工作。《四库全书存目丛书》共收录历代典籍四千余种，六万余卷，分为经、史、子、集四部及目錄、索引卷，一共一千二百冊。當中主要是收集《四庫》中只存其目而沒有着錄的書籍。
1999年，北京出版社出版了《四庫禁燬書叢刊》。是書由中国社会科学院、北京大学、国家图书馆等多家单位的学者和图书馆工作者共同编纂，一共有31冊，當中包括目前現存的一千五百餘種《四庫》禁燬書籍。其後有《補編》，一共401冊。
2002年，《續修四庫全書》完成了編印工作。1994年，中華書局總編輯傅璇琮、北京圖書館業務長李致忠、中華書局編審許逸民等開始計劃編纂《續修四庫全書》之事，並得到深圳南山區政府的投資。當中主要的是收集乾隆朝之後出版而有價值的書籍；以及是《四庫存目》以及《四庫》禁毀書中較為有價值的部份。整套《續修四庫全書》一共收集了書籍5213种，為《四庫》之1.5倍。